# 2-я Синичкина улица
Втора́я Сини́чкина у́лица (официально — Втора́я у́лица Сини́чкина; до 7 июня 1922 года — Втора́я у́лица Всехсвя́тской Слободы́, ранее — Петропа́вловская у́лица) — улица, расположенная в Юго-Восточном административном округе города Москвы на территории района Лефортово.

## История
Улица получила современное название 7 июня 1922 года по протекавшей здесь реке Синичке (приток реки Яузы), с 1950 года по настоящее время заключённой в подземный коллектор. Причём название 1-я Синичкина улица в 1922—1934 годах носила соседняя Авиамоторная улица. До переименования улица носила название Втора́я у́лица Всехсвя́тской Слободы́ по расположению в бывшей Всехсвятской слободе, а ранее — Петропа́вловская у́лица по церкви Петра и Павла, построенной в 1689 году на нынешней Солдатской улице.

## Расположение
2-я Синичкина улица проходит параллельно Авиамоторной улице от Крюковского тупика на юго-восток до Юрьевского переулка. Нумерация домов начинается от Крюковского тупика.

## Примечательные здания и сооружения
По нечётной стороне:
- № 1/2 — пятиэтажный кирпичный жилой дом на железобетонном фундаменте с железобетонными перекрытиями 1960 года постройки на пересечении с Крюковским тупиком.
- № 7 — пятиэтажный кирпичный жилой дом.
- № 9 — жилой дом.
- № 9, корп. 1 — жилой дом.
- № 11 — жилой дом.
- № 13 — жилой дом.
- № 15 — жилой дом.
- № 17 — жилой дом.
- № 19 — жилой дом.

По чётной стороне:
- № 6 — трёхэтажное здание, где находится Филиал № 3 Детской городской поликлиники № 61.
- № 16 — пятиэтажный панельный жилой дом.
- № 22 — двенадцатиэтажный панельный жилой дом.
- № 24А — пятиэтажный кирпичный жилой дом. В здании находится Совет ветеранов войны и труда района Лефортово.
- № 26 — двенадцатиэтажный панельный жилой дом.

## Транспорт

### Наземный транспорт
По улице не проходят маршруты наземного общественного транспорта. На Авиамоторной улице расположены остановки трамваев № 32, 46, автобусов № 59, 730.

### Метро
- Станция метро  Лефортово — западнее улицы, у пересечения Наличной и Солдатской улиц.

### Железнодорожный транспорт
- Железнодорожная платформа  Сортировочная — северо-восточнее улицы, в Юрьевском переулке.